# Вурманкасы (Мариинско-Посадский район)
Вурманкасы́ (чув. Ваçликасси) — деревня в Мариинско-Посадском муниципальном округе Чувашии, с 2004 по 2022 гг входила в Эльбарусовское сельское поселение.

## Название
Чувашское название — Ваçликасси — имеет антропонимическое происхождение — от имени Василий, скорее всего, основателя деревни.

### Исторические названия
В 19 в. околоток села Архангельское (ныне село Тогаево); Вуракш-касы (1897); Вурман-касы (Васлей-касы) (1907); Василькасы, Васлейкасы; Вăрманкасси (в 1948—58 гг.).

## География
Расстояние до Чебоксар 54 км, до райцентра 32 км, до ж.-д. станции 39 км. Деревня расположена у истоков реки Когатна́р (приток реки Чулкась).

Вурманкасы расположены в 32 км юго-восточнее Мариинского Посада и в 2 км восточнее деревни Эльбарусово.

### Административно-территориальное положение
В 19 в. до 1927 года — в составе Покровской волости Чебоксарского уезда;

с 1927 по 1939 годы — в составе Мариинско-Посадского района;

с 1939 по 1959 годы — в составе Октябрьского района;

с 1959 по 1962 годы — в составе Мариинско-Посадского района;

с 1962 по 1965 годы — в составе Цивильского района;

с 1965 года — в составе Мариинско-Посадского района.

## История
Жители — чуваши, до 1866 государственные крестьяне; занимались сельским хозяйством. С 1890 функционировала школа грамоты. В начале XX века действовала водяная мельница. В 1931 образован колхоз «Культура».

## Население
| 2010 | 2012 |
| ---- | ---- |
| 305  | ↗320 |

Число дворов и жителей: в 1858 — 124 мужчины, 125 женщин; 1897 — 217 мужчин, 229 женщин; 1926 — 117 дворов, 290 мужчин, 295 женщин; 1939 — 242 мужчины, 296 женщин; 1979 — 152 мужчины, 273 женщины; 2002 — 122 двора, 311 человек: 140 мужчин, 171 женщина; 2010 — 100 частных домохозяйств, 305 человек: 145 мужчин, 160 женщин. 

К 1907 году в деревне Вурман-касы (Васлей-касы) насчитывалось 476 душ чуваш «обоего пола».

## Инфраструктура
Вурманкасинский СДК, Вурманкасинский магазин ТПС, ООО «Рассвет», ООО "Агрофирма «Сентреш» (2010).

## Связь и средства массовой информации
- Связь: ОАО «Волгателеком», Билайн, МТС, Мегафон.
- Телевидение: Население использует эфирное и спутниковое телевидение. Эфирное телевидение позволяет принимать национальный канал на чувашском и русском языках.

## Памятники и памятные места
- Обелиск павшим воинам в Великой Отечественной войне (ул. Октябрьская, около д. 1 а)[7]

## Известные уроженцы
- Ирбицкий Леонид Акимович (1922—1965) — передовик производства, Герой Социалистического Труда. Работал трактористом молочного совхоза «Июсский» (Хакасия). Награждён Орденом Ленина[8]
- Рыбкин, Анатолий Петрович (род. 1949) — советский и российский художник.
- Рыбкин Георгий Филиппович (род. 1930) — лесовод, Заслуженный лесовод РСФСР[9].